# Hirotaka Kisaragi
Hirotaka Kisaragi (如月弘鷹?, Kisaragi Hirotaka; Aichi, 21 aprile ...) è un fumettista giapponese.
Autore di manga shōjo dalle tematiche frequentemente yaoi e shōnen'ai.

## Opere
- Dark Walker (銀の闇迷宮 D・ウォーカー?) (1998)
- Kiseki no Koibito  (奇跡の恋人?) (2000)
- Specter (スペクター?) (2001)
- Gate (2002)
- Angeli e demoni  (名も無き鳥の飛ぶ夜明け?, Na mo Naki Tori no Tobu Yoake) (2002)
- Brother x Brother   (2005)
- Blood+ Viaggio al termine della notte  (ブラッド・プラス 夜行城市?, Blood+Yakō Jōshi) (2006)
- Keep Out (2007)
- Il mio detective (ウチの探偵知りませんか？?, Uchi no Tantei Shirimasen ka?) (2007)
- Seiyuu Ichinensei  (声优一年生?) (2011)
- Shi ni Tagari no Shishi - Yamakawa Ookura Bakumatsu Ibun  (死にたがりの獅子 山川大蔵 幕末異聞?) (2013)